# کلیسای جامع میکلی
کلیسای جامع میکِلْلی یک کلیسای جامع در میکللی، ساوونیای جنوبی در فنلاند است که توسط معمار فنلاندی یسف استنبک در طی سال‌های ۱۸۹۶–۱۸۹۷ ساخته شد و مانند بسیاری از کلیساهای دیگر طراحی شده توسط وی، نمایانگر سبک معماری نئوگوتیک است. برج ناقوس بر روی شیروانی غربی کلیسا قرار دارد. این کلیسا دارای ۱۲۰۰ صندلی است.
نقاشی محراب توسط پکا هالونن در سال ۱۸۹۹ انجام شده‌است.